# Vukšić Gornji
Vukšić Gornji (en serbe cyrillique : Вукшић Горњи) est un village de Bosnie-Herzégovine. Il est situé dans le district de Brčko. Selon les premiers résultats du recensement de 2013, il compte 599 habitants.

## Géographie
Le village est situé à la confluence de la Tinjica et de la Tinja (un affluence de la Save).

## Démographie

### Évolution historique de la population dans la localité
| 1948 | 1953 | 1961 | 1971 | 1981 | 1991 | 2013 |
| ---- | ---- | ---- | ---- | ---- | ---- | ---- |
| -    | -    | 927  | 901  | 881  | 821  | 599  |

|  |